# Anastasia Nikolajevna Romanova
För andra betydelser, se Anastasia.

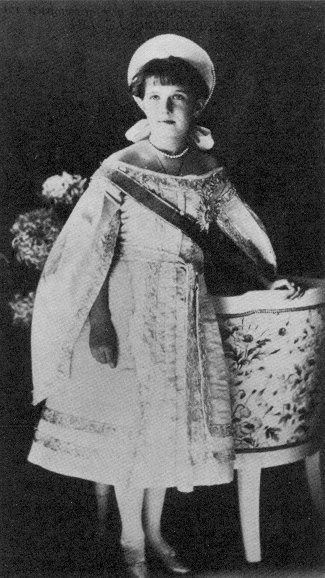
Storfurstinnan Anastasia år 1910.

Storfurstinnan Anastasia Nikolajevna Romanova, född 18 juni 1901 i Peterhof, död 17 juli 1918 i Jekaterinburg, var yngsta dotter till Rysslands siste tsar Nikolaj II och Alexandra av Hessen. Hennes syskon var Olga, Tatiana, Maria och Aleksej. Anastasia mördades tillsammans med resten av sin familj.

## Biografi
Anastasias födelse var en besvikelse för Nikolaj och Alexandra;[källa behövs] man ville ha en son som kunde ärva tronen och föra släkten Romanovs ätt vidare. Anastasia delade rum med sin äldre syster, Maria Nikolajevna, och de två var kända som "det lilla paret" medan deras äldre systrar, Olga och Tatiana var kända som "det stora paret". Anastasia fick senare också en bror; Aleksej Nikolajevitj. Som person beskrivs Anastasia som mycket livlig och busig; hon var intelligent, men odisciplinerad och studerade därför dåligt. 
Under första världskriget ansågs hon för ung för att arbeta som sjukvårdare för Röda korset som sin mor och sina två äldsta systrar. Istället besökte hon sårade soldater på sjukhuset vid Tsarskoje Selo tillsammans med sin syster Maria, och piggade upp dem genom att bland annat spela kort med dem. Under ryska revolutionen 1917 greps hon tillsammans med sina föräldrar och syskon. Familjen befann sig vid tiden för revolutionen i Tsarskoje Selo, där de först hölls kvar i husarrest. Därefter fördes de i fångenskap först till Tobolsk och därefter till Jekaterinburg. Anastasia mördades tillsammans med sin familj av bolsjevikerna. 
Anastasia blev 2001 helgonförklarad som martyr av den rysk-ortodoxa kyrkan tillsammans med övriga familjemedlemmar.

## Alternativa historietolkningar
Efter mordet på tsarfamiljen 1918 började ett rykte att cirkulera om att Anastasia hade överlevt. Under årens lopp framträdde flera kvinnor i Europa som påstod att de var Anastasia. Den mest kända av dessa var Anna Anderson. Hon dök upp i Berlin 1920 och dog i USA 1984. Hon vann många anhängare, men de flesta medlemmarna av Romanovsläkten tog dock avstånd från henne. År 1994 kunde man med den nya DNA-tekniken konstatera att hon inte kunde ha varit Anastasia. Det antas att Anna Anderson var identisk med tysk-polskan Franziska Schanzkowska, också detta efter ett DNA-prov som stämde med en av hennes släktingar. Anna Andersson hade många likheter med Anastasia, bland annat hade båda en missbildning vid en av höger fots tår samt samma ansiktsform och identiska öron. 
Det ryktades att Tsar Nikolajs mor, Maria Fjodorovna, planerade att träffa Anna Andersson, men så blev inte fallet. Att påstå att man var en av tsarfamiljens överlevare var populärt, eftersom det viskades om att en del av en enorm förmögenhet som Nikolaj II och Alexandra innehade 1914 skulle finnas på Bank of England. Detta är dock inte troligt, eftersom krigskassan bestod av Nikolajs tillgångar, och större delen användes till första världskriget.
1989 påträffades tsarfamiljens kvarlevor, vilka identifierades 1991. Utförliga DNA-tester företogs i Ryssland, USA och England; dessa tester övertygade forskarna om att det verkligen var tsarfamiljen man funnit, även om resultatet har ifrågasatts. Enligt vetenskapliga undersökningar utförda i USA under William R. Maples ledning saknades också just kvarlevorna av Anastasia samt brodern Aleksej.
De två saknade barnen återfanns och identifierades slutligen 2008. I mars 2009 bekräftades det genom DNA-test och därmed är alla kvarlevor från tsarfamiljen återfunna. Efter kommunismens fall fick Nikolaj II och hans familj den 17 juli 1998 en slutgiltig begravning i Sankt Petersburg. Den rysk-ortodoxa kyrkan helgonförklarade 2001 tsarfamiljen. Den 1 oktober 2008 fastslog Rysslands högsta domstol att mordet på den avgångne tsaren Nikolaj II var olagligt.

## Anfäder
|                                |  |  |  |  |  |  |  |                        |  |  |  |  |  |  |  |                               |  |  |  |  |  |  |  | Alexander II av Ryssland       |
|                                |  |  |  |  |  |  |  |                        |  |  |  |  |  |  |  |                               |  |  |  |  |  |  |  |                                |
|                                |  |  |  |  |  |  |  |                        |  |  |  |  |  |  |  | Alexander III av Ryssland     |  |  |  |  |  |  |  |                                |
|                                |  |  |  |  |  |  |  |                        |  |  |  |  |  |  |  |                               |  |  |  |  |  |  |  |                                |
|                                |  |  |  |  |  |  |  |                        |  |  |  |  |  |  |  |                               |  |  |  |  |  |  |  | Maria Alexandrovna             |
|                                |  |  |  |  |  |  |  |                        |  |  |  |  |  |  |  |                               |  |  |  |  |  |  |  |                                |
|                                |  |  |  |  |  |  |  | Nikolaj II av Ryssland |  |  |  |  |  |  |  |                               |  |  |  |  |  |  |  |                                |
|                                |  |  |  |  |  |  |  |                        |  |  |  |  |  |  |  |                               |  |  |  |  |  |  |  |                                |
|                                |  |  |  |  |  |  |  |                        |  |  |  |  |  |  |  |                               |  |  |  |  |  |  |  | Kristian IX av Danmark         |
|                                |  |  |  |  |  |  |  |                        |  |  |  |  |  |  |  |                               |  |  |  |  |  |  |  |                                |
|                                |  |  |  |  |  |  |  |                        |  |  |  |  |  |  |  | Maria Fjodorovna              |  |  |  |  |  |  |  |                                |
|                                |  |  |  |  |  |  |  |                        |  |  |  |  |  |  |  |                               |  |  |  |  |  |  |  |                                |
|                                |  |  |  |  |  |  |  |                        |  |  |  |  |  |  |  |                               |  |  |  |  |  |  |  | Louise av Hessen-Kassel        |
|                                |  |  |  |  |  |  |  |                        |  |  |  |  |  |  |  |                               |  |  |  |  |  |  |  |                                |
| Anastasia Nikolajevna Romanova |  |  |  |  |  |  |  |                        |  |  |  |  |  |  |  |                               |  |  |  |  |  |  |  |                                |
|                                |  |  |  |  |  |  |  |                        |  |  |  |  |  |  |  |                               |  |  |  |  |  |  |  | Karl av Hessen-Darmstadt       |
|                                |  |  |  |  |  |  |  |                        |  |  |  |  |  |  |  |                               |  |  |  |  |  |  |  |                                |
|                                |  |  |  |  |  |  |  |                        |  |  |  |  |  |  |  | Ludvig IV av Hessen-Darmstadt |  |  |  |  |  |  |  |                                |
|                                |  |  |  |  |  |  |  |                        |  |  |  |  |  |  |  |                               |  |  |  |  |  |  |  |                                |
|                                |  |  |  |  |  |  |  |                        |  |  |  |  |  |  |  |                               |  |  |  |  |  |  |  | Elisabeth av Preussen          |
|                                |  |  |  |  |  |  |  |                        |  |  |  |  |  |  |  |                               |  |  |  |  |  |  |  |                                |
|                                |  |  |  |  |  |  |  | Alexandra av Hessen    |  |  |  |  |  |  |  |                               |  |  |  |  |  |  |  |                                |
|                                |  |  |  |  |  |  |  |                        |  |  |  |  |  |  |  |                               |  |  |  |  |  |  |  |                                |
|                                |  |  |  |  |  |  |  |                        |  |  |  |  |  |  |  |                               |  |  |  |  |  |  |  | Albert av Sachsen-Coburg-Gotha |
|                                |  |  |  |  |  |  |  |                        |  |  |  |  |  |  |  |                               |  |  |  |  |  |  |  |                                |
|                                |  |  |  |  |  |  |  |                        |  |  |  |  |  |  |  | Alice av Storbritannien       |  |  |  |  |  |  |  |                                |
|                                |  |  |  |  |  |  |  |                        |  |  |  |  |  |  |  |                               |  |  |  |  |  |  |  |                                |
|                                |  |  |  |  |  |  |  |                        |  |  |  |  |  |  |  |                               |  |  |  |  |  |  |  | Viktoria av Storbritannien     |
|                                |  |  |  |  |  |  |  |                        |  |  |  |  |  |  |  |                               |  |  |  |  |  |  |  |                                |

## Inom populärkulturen
Legenden om Anastasia har givit upphov till böcker och har filmatiserats ett flertal gånger.

## Filmer
- Anastasia (1956), amerikansk film i regi av Anatole Litvak, med Ingrid Bergman i huvudrollen.
- Anastasia (1986), amerikansk TV-film med Amy Irving och Olivia de Havilland.
- Anastasia (1997), amerikansk animerad musikalfilm där Meg Ryan gör rösten till Anastasia.